# Susanne Dierolf
Susanne Dierolf (Bratislava, 16 de julho de 1942 – 24 de abril de 2009) foi uma matemática alemã, especializada na teoria dos espaços vetoriais topológicos. Foi professora por muitos anos na Universidade de Trier.

## Formação e carreira
Dierolf nasceu em 16 de julho de 1942 em Bratislava, na época sob ocupação alemã e administrado como parte da Baixa Áustria.
Completou um doutorado em 1974 na Universidade de Munique, com a tese Über Vererbbarkeitseigenschaften in topologischen Vektorräumen, orientada por Walter Roelcke. Continuou em Munique como assistente, obtendo a habilitação em 1985. Tornou-se privatdozent em Trier em 1985 e Professora extraordinária em 1991.
Morreu em 24 de abril de 2009.
Foi coautora de um livro sobre teoria de grupos topológicos, Uniform structures on topological groups and their quotients (com Walter Roelcke, McGraw-Hill, 1981).

## Reconhecimento
Um volume especial da revista Functiones et Approximatio Commentarii Mathematici foi publicado em memória de Dierolf em 2011.